# Onek
Onek este o localitate din comuna Kočevje, Slovenia, cu o populație de 31 de locuitori.